# Geraldine Heaney
Geraldine Heaney, född den 1 oktober 1967 i Lurgan i Storbritannien, är en kanadensisk ishockeyspelare.
Hon tog OS-guld i damernas ishockeyturnering i samband med de olympiska ishockeytävlingarna 2002 i Salt Lake City.